# Mildred Clinton
Mildred Clinton (Brooklyn, Nueva York; 2 de noviembre de 1914 - Nueva York; 18 de diciembre de 2010) fue una actriz de radio, teatro, cine y televisión estadounidense.

## Biografía
Hija de un juez muy importante en New York, Charles Solomon, se crio desde muy joven junto a sus dos hermanas, Isabel y Ana. Estudió actuación y comenzó su carrera en radioteatro.
Con una extensa trayectoria fue una importante miembro de la AFTRA y del Sindicato de Actores de Cine (SAG).

## Carrera

### Filmografía
Fue reconocida tanto por trabajos en los géneros de melodrama y terror, como su papel de la madre de Al Pacino en el filme de 1973 Serpico o Alice, Sweet Alice, de 1976, donde interpretó a una asesina en serie, la Señora Tredoni.
- Die Trapp-Familie in Amerika (1958)
- A New Leaf (1972), como la Señora Heinrich
- Serpico (1973), como la Sra. Serpico
- Alice, Sweet Alice (1976), como la Señora Tredoni
- Au nom de tous les miens (1983) (voz)
- Seize the Day (1986), como segunda mujer
- Crooklyn (1994), como la Señora Columbo
- Summer of Sam (1999), como una italiana testigo de un crimen
- Bamboozled (2000), como Louise

### Televisión
En la pantalla chica se la pudo ver en series como:
- The Jack Benny Program (1955)
- The Edge of Night (1956)
- The Big Story (1957)
- Armstrong Circle Theatre (1960)
- Patrulla 54  (1961-1962)
- Kate & Allie (1989)

## Vida privada
Fue esposa de Vicent Clinton, con quien crio a sus hijos hasta su muerte.

## Fallecimiento
Mildred Clinton falleció el 18 de diciembre de 2010 a los 96 años, por causas naturales. Sus restos descansan en el Monte Ararat Cemetery, ubicado en Farmingdale, Nueva York.